# 郑东新区
郑东新区，是中国河南省郑州市规划建设中的一个城市新区，由日本著名建筑师黑川纪章设计，原址為鄭州東郊機場及其附近鄉鎮。新区范围包括郑州市中州大道以东，京港澳高速公路以西，连霍高速公路以南，郑州经济技术开发区以北的区域，共分为五个功能组团，总面积115平方公里，远期规划总面积约150平方公里。2002年12月，在世界建筑师联盟年会上，郑东新区概念规划荣获中国首个“城市规划设计杰出奖”。

## 建设背景
郑州市被陇海、京广铁路的交叉分割，中心城区规模偏小，人口密度过大，发展空间不足，这些与郑州市的长远发展规划相矛盾，于是河南省政府和郑州市政府打算面向港澳地区招商引资，在2000年提出规划建设3平方公里的“港澳新城”（即郑东新区）的决策。2001年，时任河南省省长李克强提出要高起点、大手笔，以国际招标的方式来规划郑东新区，规划总面积达到150平方公里。

## 建设目标
建设成为“五区一中心”即：现代复合型城区、综合改革核心实验区、对外开放示范区、环境优美宜居区、河南乃至全国内陆地区加快发展和改革创新的新试验区，区域经济社会发展服务中心。

## 方案招标
2001年9月，郑东新区的规划方案开始国际招标，随后，11家国内外的设计单位和机构前来竞标。2002年初，郑州市对郑东新区概念规划方案进行了一个月的公开展示，9万余名市民参与投票，日本建筑师黑川纪章的方案获得90%以上的支持率并最终中标。
- 入选方案的特点：水和自然生态是重要角色，同时还融入了生态城市、环形城市、共生城市、新陈代谢城市等设计理念。

- 争议：中国城市规划设计研究院院长周干峙自己设计的郑东新区规划方案被淘汰后声称“郑东新区规划是一个失败的例子，福州千万不要跟着学。”他认为郑州是一个缺水的城市，不应该规划一个面积6.08平方公里的龙湖。”[4]但有争议声称真实情况是郑州并不缺水，城市用水可以由黄河水补给，周干峙的言论是表达自己的方案落选后的不满。

## 组成
郑东新区由中央商务区、龙湖地区、商住物流区、龙子湖高校园区和科技园区五个功能组团组成。

### 中央商务区
中央商务区（CBD），是郑东新区的核心区，规划面积约3.45平方公里，分别由高80米的内环和高120米的外环组成，两环的建筑达60栋，之间是商业步行街和24小时不夜城。环形建筑群中间有国际会展中心、河南省艺术中心和绿地中心·千玺广场等标志性建筑。

### 商住物流区
商住物流区是中央商务区的功能支撑区，规划面积约23平方公里，是以机关单位、公益设施、现代服务业及批发、物流、居住等功能为主体的综合区。

### 龙湖区
龙湖区面积约40平方公里，其中龙湖面积约6.08平方公里左右，与流经市区的河流和郑州国家森林公园构成城市生态区。伸入龙湖的半岛为CBD副中心，郑东新区CBD副中心位于郑东新区龙湖中部，面积约1.07平方公里。该区域是以金融办公、商业和旅游观光为核心的金融集聚区域。规划设计为内外两环。内环为20栋竞技场式建筑群围合而成，主要为商业、金融业、公寓型酒店等，建筑统一高度为60米；外环为20栋高层建筑主要为高档酒店、办公、商业金融功能，绝对高度为120米；在该区域的北部设置有240米高的双塔建筑，作为副CBD区域的立面，是主要的交通中转站和与对岸往来的大门，设置商业、办公、高档酒店及娱乐设施；南部的门户区域则是沿运河方向到来的入口，设计低层建筑形成开敞的城市空间，设置公共设施将人流引向湖心区域。湖心区水面采用两个圆弧形成巴洛克时代的椭圆形，产生更加强烈的围湖感。中心区域水面设计为水上舞台，作为新区乃至郑州市的节庆舞台，为市民提供休闲、娱乐的场所。CBD和CBD副中心之间通过3.7公里长的人工运河联接成一个象征吉祥的“如意”，运河两岸是45米高的建筑。

### 龙子湖高校园区
河南省作为人口大省，但受中国不平衡的政策影响，高等教育非常落后，河南省在21世纪初提出要大力发展教育事业，基于这种原因，河南省决定开发建设龙子湖高校园区，但随后的建设很不顺利。除了经济实力外，2006年9月，时任中国总理温家宝对郑州龙子湖高校园区用地的限制也是龙子湖高校园区不能顺利建设的重要原因。温家宝对龙子湖高校园区的处理引起了极大的争议，引起河南官员的不满，因为开发更晚的南部一些省份的大学城却安然无事。同时，河南省努力引进的郑州加州工业城项目也因为用地指标不予审批而夭折。
龙子湖高校园区主要由高等院校组成，高校园区内规划有龙子湖，湖面伸入各大学校区，湖中有近两千亩的湖心岛，岛上规划有图书馆、体育场等公共设施。龙子湖通过运河与龙湖及其他河渠相连，是郑东新区生态水系的重要组成部分。

### 科技物流区
科技物流园区，规划面积约18平方公里，主要用于安排科研院所和公路物流港等物流产业项目。

## 参看
- 黑川紀章
- 郑州航空港经济综合实验区
- 郑州加州工业城
- 宋庆龄巨型雕像